# Leuceria thermarum
Leuceria thermarum là một loài thực vật có hoa trong họ Cúc. Loài này được (Phil.) Phil. mô tả khoa học đầu tiên năm 1905.